# Acilacris
Genre
Acilacris est un genre de sauterelles de la famille des Tettigoniidae.

## Liste des espèces
Selon GBIF (6 octobre 2024) :
- Acilacris dilatatus (Naskrecki, 1996)
- Acilacris furcatus Naskrecki, 1996
- Acilacris fuscus (Naskrecki, 1996)
- Acilacris kristinae Naskrecki, 1996
- Acilacris nigroornatus (Péringuey, 1916)
- Acilacris obovatus Naskrecki, 1996
- Acilacris rentzi (Naskrecki, 1996)
- Acilacris tridens Bolívar, 1890

## Systématique
Le nom valide complet (avec auteur) de ce taxon est Acilacris Bolívar, 1890.